# Bobota, Sălaj
Bobota este satul de reședință al comunei cu același nume din județul Sălaj, Transilvania, România.

## Așezare
Localitatea Bobota este situată în partea nordică a județului, în zona colinară a Platformei Sălăjene Marginale, la contactul Colinelor Toglaciului cu culoarul Crasnei și Piemontul Sălăjean, la o distanță de 35 km față de municipiul Zalău, și la 23 km fața de Șimleu Silvaniei - cel mai apropiat oraș.

## Relief
Relieful predominant este deluros si aparține Depresiunii Sălajului cu soluri silvestre (brune si brunroșcate de pădure).

## Flora și fauna
Vegetația zonei are ca notă caracteristică intercalarea suprafețelor păduroase cu cele de pajiști și terenuri agricole. Speciile predominante de arbori sunt: fagul, gorunul, cedrul, carpenul, paltinul de câmp, teiul, frasinul, ulmul, părul padureț etc. Printre speciile de arbuști se întalnesc: vornicerul, sulchina, socul roșu și socul negru, cornul, alunul, singerul etc. Stratul ierbos al pădurilor este format din vraniță, urzica moartă, leurda, precum și mur, rogoz, măcieș iepuresc si alte graminee.
Animalele întâlnite aici sunt lupul, mistrețul, căprioara, viezurele, veverița, iepurele, vulpea etc., la care se adaugă un numar mare de păsări, cum ar fi: pițigoiul, gaița, mierla, ciocănitoarea, uliul, cucul, vrabia, bufnița etc. În apele râului Crasna se găsesc pești specifici zonelor de deal ca de exemplu: lipanul, mreana, cleanul și foarte rar, somnul. În perioada de primăvară, peștii pătrund și pe văile laterale, în special pe Zanicel.

## Clima
Clima din zonă se încadrează în tipul de climat temperat-continental. Vânturile predominante bat din sectorul vestic.

## Transporturi
Legătura cu principalele centre urbane se realizează, pe cale rutieră, pe drumul European E81 Zalău-Satu Mare, care traversează comuna pe o distanță de 9 km și trece prin satul Bobota. Accesul satelor comunei către centrul de comună se face prin drumul judetean DJ 110B Șărmășag-Dersida-Zalnoc-Camar, care are o lungime de 14,7 km pe teritoriul comunei.

## Economia
Localitatea Bobota are o economie preponderent agricolă, primordială fiind cultura plantelor de câmp și creșterea animalelor. Resursele de lignit au făcut posibilă dezvoltarea mineritului, ramură economică prezentă aici încă din anul 1919, în mina ce a aparținut familiei Ionisco (1919-1970), iar începând cu anul 1985 în mina ce aparține societații E.M. Sălaj-Șărmășag. Dezvoltarea acestei activitați economice, alături de agricultură, se reflectă în forma de organizare urbanistică a localitații, în forma și organizarea gospodăriilor și în calitatea fondului construit.

## Scurt istoric
Vechimea locuirii pe aceste meleaguri este susținută de menționarea multiseculară a așezării din acest areal. Prima atestare documentară a localitații Bobota datează din anul 1213, fiind menționată sub denumirea de villa Babud.
În decursul anilor, apare în diverse documente și sub diferite denumiri: 1214 - Villa Babud, 1262 - Babuti, 1427 - Bibotheleke, 1479 - Babodtheleke, 1510 - Bobatelek, 1750 - Nagy Dersida, apărând pentru prima dată cu denumirea actuală în anul 1839. Dupa cum se arată în monografia Sălajului (1908) de D. Stoica și I.P. Lazăr, Bobota este unul din cele mai vechi sate românești din această parte a județului, locuitorii fiind în cursul anilor nobili și iobagi.
Biserica din piatră, cu hramul Sfinții Arhangheli, a fost construită ca lăcaș greco-catolic în anul 1895. Paroh al acestei biserici a fost Valentin Coposu.

## Turism
Cu o bogată zestre culturală și spirituală, cu tradițiile și obiceiurile ei, la care se adaugă frumusețile și resursele naturale ale zonei, localitatea poate fi un punct turistic interesant.
O problemă înca nerezolvată în acest sens este reprezentată de unitațile de cazare, satul nedispunând de o bază hotelieră sau de pensiuni agroturistice.
Bobota este un sat cu un bogat trecut istoric si cultural. Zestrea istorică, etnografică, resursele naturale, izvorul sulfuros, izvoarele feruginoase și prezența lalelei pestrițe, biserica, Centrul Cultural, Fântana lui Sincai, Cimitirul Eroilor, Masa Pinti și toate celelalte locuri încărcate de istorie constituie reale și valoroase oportunitați pentru dezvoltarea în zonă a agroturismului. Sigur că marile perspective agroturistice pe care le are îi conferă satului Bobota o garanție pentru dezvoltarea sa edilitară, cu răsfrângeri nemijlocite pentru mai binele comunitații locale. Bobota este strâns legată de numele iluștrilor Gheorghe Șincai și Corneliu Coposu. Centrul Cultural Șincai-Coposu și fântâna "Gheorghe Șincai" sunt obiective care nu trebuie ocolite în periplul oricărui turist ce vizitează această așezare.

## Personalități
- Corneliu Coposu (1914-1995), om politic, președinte al Partidului Național Țărănesc, senator, lider al opoziției din România postcomunistă.
- Iuliu Sonea (1887 - 1975),  deputat în Marea Adunare Națională de la Alba Iulia 1918